# Werner Rösener

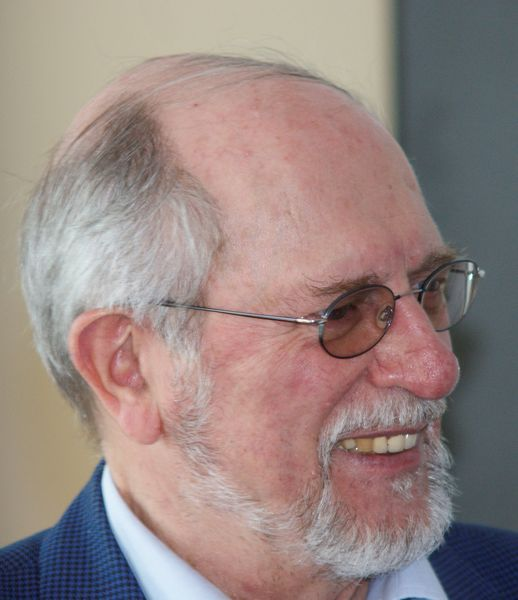
Werner Rösener, aufgenommen im Jahr 2011 von Werner Maleczek.

Werner Rösener (* 19. August 1944 in Lohne) ist ein deutscher Historiker. Er lehrte von 1996 bis 2009 als Professor für Mittlere und Neuere Geschichte an der Universität Gießen. Rösener befasst sich schwerpunktmäßig mit der mittelalterlichen Agrar-, Sozial- und Verfassungsgeschichte.

## Leben und Wirken
Werner Rösener entstammte einer Bauernfamilie, die auf einem traditionsreichen Bauernhof im Oldenburger Münsterland ansässig war. Er besuchte das Gymnasium Antonianum Vechta und legte dort sein Abitur 1964 ab. Von 1964 bis 1972 studierte er an den Universitäten in Berlin und Freiburg die Fächer Geschichte, Klassische Philologie und Politikwissenschaft. 1972 erfolgte seine Promotion an der Universität Freiburg bei Josef Fleckenstein mit einer Arbeit zur mittelalterlichen Geschichte der Reichsabtei Salem. Von 1974 bis 1996 war er Wissenschaftlicher Referent am Max-Planck-Institut für Geschichte in Göttingen. Von 1981 bis 1996 nahm er Lehraufträge an den Universitäten Göttingen und Hannover wahr. Mit dem Thema Grundherrschaft im Wandel. Untersuchungen zur Entwicklung geistlicher Grundherrschaften im südwestdeutschen Raum vom 9. bis 14. Jahrhundert erfolgte 1990 seine Habilitation an der Universität Göttingen für die Bereiche Mittlere und Neuere Geschichte. Ein Jahr später hielt er sich für längere Zeit am Wolfson College in Oxford auf. Im Jahr 1994 gründete er den Arbeitskreis für Agrargeschichte. Er wurde 1995 zum außerplanmäßigen Professor in Göttingen ernannt. Im Jahr 1996 erhielt Rösener einen Ruf auf einen Lehrstuhl für Mittlere und Neuere Geschichte an der Universität Gießen und übte dort bis zu seiner Emeritierung im Jahre 2009 seine Lehrtätigkeit aus. Seit 1997 ist er Mitglied der Historischen Kommission für Hessen.
Röseners Hauptforschungsschwerpunkte sind die Agrargeschichte, der Wandel der Grundherrschaftsstrukturen und die Adelsherrschaft und -kultur im Mittelalter. Er legte zu diesen Themen einschlägige Studien vor, die teilweise in mehrere Sprachen übersetzt wurden. Dazu gehören Grundherrschaft im Wandel. Untersuchungen zur Entwicklung geistlicher Grundherrschaft im südwestdeutschen Raum vom 9. bis 14. Jahrhundert (1991), Bauern im Mittelalter (1991), Agrarwirtschaft, Agrarverfassung und ländliche Gesellschaft im Mittelalter (1992), Die Bauern in der europäischen Geschichte des Mittelalters (1993) und Einführung in die Agrargeschichte (1997). Mit Agrarwirtschaft, Agrarverfassung und ländliche Gesellschaft im Mittelalter (1992) legte Rösener die erste deutschsprachige Darstellung über die moderne historische Agrarforschung für das gesamte Mittelalter in der Reihe Enzyklopädie deutscher Geschichte vor. In seiner Darstellung Bauern im Mittelalter ging es mit der Landwirtschaft nicht mehr nur um einen Teilbereich der Wirtschaftsgeschichte, sondern es wurde die bäuerliche Lebenswelt in all ihren Dimensionen berücksichtigt. Die Darstellung erlebte zwischen 1985 und 1991 vier Auflagen und wurde ins Englische und Spanische übersetzt. Rösener war Mitherausgeber der Zeitschrift für Agrargeschichte und Agrarsoziologie und des Lexikons des Mittelalters.
Zu Röseners weiteren Forschungsschwerpunkten zählen neben allgemeinen Untersuchungen zum Mittelalter und zur Neuzeit insbesondere Studien zur Geschichte des Zisterzienserordens, zur Entwicklung von Adelsherrschaft und höfischer Kultur sowie zu Adel und Bauern im Spannungsfeld der mittelalterlichen Gesellschaft. Die mittelalterliche und neuzeitliche Geschichte des Zisterzienserordens untersuchte er in zahlreichen Studien und befasste sich besonders mit der ökonomischen, spirituellen und kulturellen Entwicklung einzelner Zisterzienserklöster. Im Hinblick auf die Entwicklung der deutschen Geschichtswissenschaft nach 1945 legte er eine Studie zur Geschichte des Göttinger Max-Planck-Institut für Geschichte vor, das von 1956 bis 2006 starke Impulse auf die deutsche Geschichtsforschung ausstrahlte. Rösener gab 1997 einen Sammelband zu Jagd und höfische Kultur im Mittelalter heraus. Der Sammelband versteht sich als Beitrag zu einer Kulturgeschichte neuerer Prägung. Rösener gab die Resultate einer Tagung vom Oktober 1992 im Göttinger Max-Planck-Institut für Geschichte mit dem Titel „Grundherrschaft und bäuerliche Gesellschaft im Hochmittelalter“ heraus. In den Beiträgen geht es um „Struktur und Entwicklung der Grundherrschaft im mitteleuropäischen Raum im Spannungsfeld der Wandlungen des Hochmittelalters“. Im Jahr 2004 veröffentlichte er mit seiner Darstellung zur Geschichte der Jagd einen Überblick über die Jagd von der Steinzeit bis zum Waldsterben mit einem Schwerpunkt auf dem Mittelalter und der Frühen Neuzeit. Er war 2000 Herausgeber eines Sammelbandes, der die Ergebnisse eines vom „Arbeitskreis für Agrargeschichte“ im März 1997 in Göttingen durchgeführten internationalen Kolloquiums zum Thema „Formen der Kommunikation in der ländlichen Gesellschaft vom Mittelalter bis zur Moderne“ bündelt. Dabei untersuchte Rösener auf der Grundlage spätmittelalterlicher Weistümer aus dem Gebiet des Oberrheins die Rolle der Dinggenossenschaft als Zentrum ländlicher Kommunikation.
Anlässlich von Röseners 65. Geburtstag fand im September 2009 in Gießen unter dem Titel Adel und Bauern im Spannungsfeld der Gesellschaft des Hoch- und Spätmittelalters eine internationale Tagung statt. Die Beiträge wurden 2012 veröffentlicht.

## Schriften (Auswahl)
Ein Schriftenverzeichnis, welches die Veröffentlichungen Röseners bis 2011 berücksichtigt, erschien in: Carola Fey, Steffen Krieb (Hrsg.): Adel und Bauern in der Gesellschaft des Mittelalters. Internationales Kolloquium zum 65. Geburtstag von Werner Rösener (= Studien und Texte zur Geistes- und Sozialgeschichte des Mittelalters. Bd. 6). Didymos-Verlag, Korb 2012, ISBN 978-3-939020-26-4, S. 329–343.
Monografien
- Das Max-Planck-Institut für Geschichte (1956–2006). Fünfzig Jahre Geschichtsforschung. Vandenhoeck & Ruprecht, Göttingen 2014, ISBN 978-3-525-30063-3.
- Leben am Hof. Königs- und Fürstenhöfe im Mittelalter. Thorbecke, Ostfildern 2008, ISBN 978-3-7995-0814-8.
- Die Geschichte der Jagd. Kultur, Gesellschaft und Jagdwesen im Wandel der Zeit. Artemis & Winkler, Düsseldorf u. a. 2004, ISBN 3-538-07179-9.
- Einführung in die Agrargeschichte. Wissenschaftliche Buchgesellschaft, Darmstadt 1997, ISBN 3-534-07563-3.
- Die Bauern in der europäischen Geschichte. Beck, München 1993, ISBN 3-406-37652-5 (in zahlreiche Sprachen übersetzt).
- Agrarwirtschaft, Agrarverfassung und ländliche Gesellschaft im Mittelalter (= Enzyklopädie Deutscher Geschichte. Bd. 13). Oldenbourg, München 1992, ISBN 3-486-55024-1.
- Grundherrschaft im Wandel. Untersuchungen zur Entwicklung geistlicher Grundherrschaften im südwestdeutschen Raum vom 9. bis 14. Jahrhundert (= Veröffentlichungen des Max-Planck-Instituts für Geschichte. Bd. 102). Vandenhoeck & Ruprecht, Göttingen 1991, ISBN 3-525-35639-0 (Zugleich: Göttingen, Universität, Habilitations-Schrift, 1988/1989).
- Bauern im Mittelalter. Beck, München 1985, ISBN 3-406-30448-6 (mehrere Auflagen).
- Reichsabtei Salem. Verfassungs- und Wirtschaftsgeschichte des Zisterzienserklosters von der Gründung bis zur Mitte des 14. Jahrhunderts (= Konstanzer Arbeitskreis für Mittelalterliche Geschichte. Vorträge und Forschungen. Sonderbd. 13). Thorbecke, Sigmaringen 1974, ISBN 3-7995-6673-2.

Herausgeberschaften
- mit Peter Rückert: Das Zisterzienserkloster Salem im Mittelalter und seine Blüte unter Abt Ulrich II. von Seelfingen (1282–1311) (= Oberrheinische Studien. Bd. 31). Thorbecke, Ostfildern 2014, ISBN 978-3-7995-7833-2.
- mit Heinz Krieg und Hans-Jürgen Günther: 850 Jahre Zisterzienserkloster Tennenbach. Aspekte seiner Geschichte von der Gründung (1161) bis zur Säkularisation (1806). (= Forschungen zur oberrheinischen Landesgeschichte. Bd. 59). Alber, Freiburg u. a. 2014, ISBN 978-3-495-49959-7.
- mit Franz J. Felten: Norm und Realität. Kontinuität und Wandel der Zisterzienser im Mittelalter (= Vita regularis. Abhandlungen. Bd. 42). Lit, Berlin u. a. 2009, ISBN 978-3-643-10408-3.
- mit Carola Fey: Fürstenhof und Sakralkultur im Spätmittelalter (= Formen der Erinnerung. Bd. 35). V & R Unipress, Göttingen 2008, ISBN 978-3-89971-514-9.
- mit Carola Fey und Steffen Krieb: Mittelalterliche Fürstenhöfe und ihre Erinnerungskulturen (= Formen der Erinnerung. Bd. 27). V & R Unipress, Göttingen 2007, ISBN 978-3-89971-327-5.
- Tradition und Erinnerung in Adelsherrschaft und bäuerlicher Gesellschaft (= Formen der Erinnerung. Bd. 17). Vandenhoeck und Ruprecht, Göttingen 2003, ISBN 3-525-35576-9.
- Adelige und bürgerliche Erinnerungskulturen des Spätmittelalters und der Frühen Neuzeit (= Formen der Erinnerung. Bd. 8). Vandenhoeck & Ruprecht, Göttingen 2001, ISBN 3-525-35427-4.
- Kommunikation in der ländlichen Gesellschaft vom Mittelalter bis zur Moderne (= Veröffentlichungen des Max-Planck-Instituts für Geschichte. Bd. 156). Vandenhoeck & Ruprecht, Göttingen 2000, ISBN 3-525-35472-X.
- Staat und Krieg. Vom Mittelalter bis zur Moderne. Vandenhoeck & Ruprecht, Göttingen 2000, ISBN 3-525-01386-8.
- Jagd und höfische Kultur im Mittelalter (= Veröffentlichungen des Max-Planck-Instituts für Geschichte. Bd. 135). Vandenhoeck und Ruprecht, Göttingen 1997, ISBN 3-525-35450-9.
- Grundherrschaft und bäuerliche Gesellschaft im Hochmittelalter (= Veröffentlichungen des Max-Planck-Instituts für Geschichte. Bd. 115). Vandenhoeck & Ruprecht, Göttingen 1995, ISBN 3-525-35652-8.
- Strukturen der Grundherrschaft im frühen Mittelalter (= Veröffentlichungen des Max-Planck-Instituts für Geschichte. Bd. 92). Vandenhoeck & Ruprecht, Göttingen 1989, ISBN 3-525-35628-5.